# 김대진 (1917년)
김대진(金大鎭, 1917년 12월 5일~1985년 7월 15일)은 대한민국의 정치인이다. 제7대 국회의원이다. 생질은 김창근(金昌槿) 제33대 교통부 장관이며, 사위는 김관용(金寬容) 제29·30·31대 경상북도지사이다.

## 학력
- 경성법학전문학교 법학 학사

## 생애
1917년 12월 5일, 일제강점기에 경상북도 영주군에서 아버지 김하규(金夏圭, 1881. 4. 6 ~ 1951. 11. 15)와 어머니 예안 이씨(1880 ~ 1920. 12. 2) 사이에서 아들이자 조선시대 고위 양반의 손자로 태어났다.
경성법학전문학교에서 법학 학사 학위 취득과 함께 안동여자중학교, 안동여자고등학교 교장, 영해중·고등학교 교장 등을 역임하며 교편을 잡았으며, 경찰후생협회 안동지부장, 안동군 교육구 교육감, 안동MBC 사장 등을 역임했다.
1960년대 중반 민주공화당 경상북도당 사무국장을 역임했다. 1967년 제7대 국회의원 선거에서 민주공화당 후보로 경상북도 안동시·안동군 선거구에 선거인단만 고용하고 직접 출마하지 않는 선거방식으로 출마하여 선출되어 제7대 국회의원을 역임했다.
1985년 7월 15일, 향년 67세를 일기로 별세. 유해는 김대진국회의원묘지(청장 귀족원묘, 靑章 貴族員墓)에 안장되었다.

## 수상 경력
- 청백리상

## 가족 관계
- 아버지: 김하규
- 어머니: 예안 이씨
  - 생질: 김창근 - 정치인. 제6·7·8·10대 국회의원. 제33대 교통부 장관.
  - 사위: 김관용 - 정치인. 제29·30·31대 경상북도지사.

## 역대 선거 결과
|  | 52.84% |

|  | 28.68% |